# دستور بوتان
دستور بوتان (بالدزونكية:འབྲུག་གི་རྩ་ཁྲིམས་ཆེན་མོ་)، اعتُمد في 18 يوليو 2008 من قبل الحكومة الملكية لبوتان. وقد تم التخطيط للدستور بدقة من قبل العديد من الضباط والوكالات الحكومية على مدى سبع سنوات تقريباً وسط تزايد الإصلاحات الديمقراطية في بوتان. ويستند الدستور الحالي إلى الفلسفة البوذية، والاتفاقيات الدولية لحقوق الإنسان، والتحليل المقارن لعشرون دستور آخر حديث، والرأي العام، والقوانين الحالية، والسلطات، والسوابق. وفقا للأميرة سونام وانغتشوك، تأثرت اللجنة الدستورية بشكل خاص بدستور جنوب أفريقيا بسبب حمايتها القوية لحقوق الإنسان.